# Metcheket
Metcheket (ou Metseke) est une localité du Cameroun située dans l'arrondissement de Meri, le département du Diamaré et la région de l’Extrême-Nord. Elle fait partie du canton de Douroum.

## Population
En 1974, la localité comptait 140 habitants, des Mofu.
Lors du recensement de 2005, on y a dénombré 1 619 personnes.